# Leandro Bolmaro
 Leandro Nicolás Bolmaro (Las Varillas, 11 september 2000) is een Argentijns-Italiaans basketballer die speelt als shooting guard of small forward.

## Carrière
Bolmaro begon zijn professionele loopbaan als basketballer in 2017 op 16-jarige leeftijd bij Estudiantes de Bahía Blanca in de Liga Nacional de Básquet, de hoogste afdeling in Argentinië. Na een goed debuutseizoen versierde Bolmaro in 2018 een transfer naar FC Barcelona Bàsquet, waar hij aanvankelijk een seizoen speelde voor het B-team. In het seizoen 2019-2020 verdeelde hij zijn speelminuten tussen de eerste ploeg en het B-team. In 2020 stelde hij zich kandidaat tijdens de NBA Draft 2020. Hij werd als 23e gekozen in de eerste ronde door de New York Knicks, maar hij werd onmiddellijk betrokken in een ruiloperatie tussen drie teams waarbij Bolmaro werd gestald bij de Minnesota Timberwolves. Bolmaro verkoos echter om nog te blijven spelen voor FC Barcelona.
In september 2021 betaalde Bolmaro een afkoopsom bij FC Barcelona om op 18 september 2020 een contract voor 4 seizoenen te tekenen bij de Timberwolves. Op 20 oktober 2021 maakte Bolmaro zijn debuut in de NBA tijdens een overwinning van de Timberwolves tegen de Houston Rockets. Na 1 seizoen in Minnesota werd Bolmaro op 6 juli 2022 betrokken in een overeenkomst waar hij samen met Malik Beasley, Jarred Vanderbilt, Patrick Beverley, de draft-rechten op Walker Kessler en 4 toekomstige draftpicks werd geruild tegen Rudy Gobert van de Utah Jazz.
In februari 2023 werd zijn contract met de Jazz in overleg ontbondden. Hij tekende daarop voor de rest van het seizoen voor de Spaanse eersteklasser CB Canarias. Het seizoen 2023/24 speelde hij bij de Duitse eersteklasser FC Bayern München. Aan het einde van het seizoen maakte hij de overstap naar het Italiaanse Olimpia Milano.

## Interlandcarrière
Bolmaro nam in 2021 met het Argentijns basketbalteam deel aan de Olympische Zomerspelen in Tokio. Argentinië sneuvelde in de kwartfinales tegen Australië. In 2022 won hij met Argentinië goud op de FIBA AmeriCup.

## Statistieken
| Legenda | Legenda                | Legenda | Legenda                 | Legenda | Legenda               |
| ------- | ---------------------- | ------- | ----------------------- | ------- | --------------------- |
| WG      | Wedstrijden gespeeld   | WS      | Wedstrijden als starter | MPW     | Minuten per wedstrijd |
| 2P%     | Twee-punterpercentage  | 3P%     | Drie-punterpercentage   | VW%     | Vrije-worppercentage  |
| RPW     | Rebounds per wedstrijd | APW     | Assists per wedstrijd   | SPW     | Steals per wedstrijd  |
| BPW     | Blocks per wedstrijd   | PPW     | Punten per wedstrijd    | Vet     | Hoogste in carrière   |

### Regulier NBA-seizoen
| Seizoen  | Team                   | WG | WS | MPW | 2P%  | 3P%  | FW%  | RPW | APW | SPW | BPW | PPW |
| -------- | ---------------------- | -- | -- | --- | ---- | ---- | ---- | --- | --- | --- | --- | --- |
| 2021/22  | Minnesota Timberwolves | 35 | 2  | 6,9 | 31,5 | 27,8 | 84,6 | 1,2 | 0,6 | 0,2 | 0   | 1,4 |
| 2022/23  | Utah Jazz              | 14 | 0  | 4,9 | 15,0 | 0,0  | —    | 0,5 | 0,5 | 0,2 | 0,1 | 0,4 |
| Carrière | Carrière               | 49 | 2  | 6,3 | 27,0 | 22,7 | 84,6 | 1,0 | 0,6 | 0,2 | 0,0 | 1,1 |

### EuroLeague
| Seizoen  | Team              | WG | WS | MPW  | 2P%  | 3P%  | FW%  | RPW | APW | SPW | BPW | PPW |
| -------- | ----------------- | -- | -- | ---- | ---- | ---- | ---- | --- | --- | --- | --- | --- |
| 2019/20  | FC Barcelona      | 6  | 1  | 9,2  | 28,6 | 0    | 100  | 0,8 | 2,3 | 1,0 | 0,3 | 1,8 |
| 2020/21  | FC Barcelona      | 30 | 0  | 9,8  | 42,0 | 38,1 | 78,6 | 1,1 | 1,3 | 0,3 | 0,1 | 2,9 |
| 2013/24  | FC Bayern München | 30 | 28 | 19,8 | 48,6 | 30,2 | 73,2 | 2,8 | 3,4 | 1,0 | 0,3 | 8,4 |
| Carrière | Carrière          | 66 | 29 | 14,3 | 45,0 | 30,4 | 76,4 | 1,8 | 2,3 | 0,7 | 0,2 | 5,3 |

### Basketball Champions League
| Seizoen  | Team        | WG | WS | MPW  | 2P%  | 3P%  | FW%  | RPW | APW | SPW | BPW | PPW |
| -------- | ----------- | -- | -- | ---- | ---- | ---- | ---- | --- | --- | --- | --- | --- |
| 2022/23  | CB Canarias | 7  | 2  | 14,2 | 48,0 | 44,4 | 78,6 | 1,6 | 0,9 | -   | 0,3 | 5,6 |
| Carrière | Carrière    | 7  | 2  | 14,2 | 48,0 | 44,4 | 78,6 | 1,6 | 0,9 | -   | 0,3 | 5,6 |